# Западня (фильм, 1948)
«Западня» (англ. Pitfall) — чёрно-белый фильм в жанрах нуар и драма режиссёра Андре Де Тота, вышедший на экраны 24 августа 1948 года. Фильм основан на одноимённом романе Джея Дрэтлера.
По словам кинокритика Фрэнка Миллера, «подобно „Двойной страховке“ (1944) фильм рассказывает историю порядочного человека, который сбивается с пути истинного из-за романтической привязанности к не той женщине», а критик Джереми Хейлман сравнил фильм с работами Фритца Ланга «Женщина в окне» (1944) и «Улица греха» (1945), «где жизнь скучающего уважаемого профессионала пошла наперекосяк после того, как он спутался с женщиной»

## Сюжет
Действие фильма происходит в Лос-Анджелесе вскоре после окончания Второй мировой войны. Успешный сотрудник компании взаимного страхования Джон Форбс (Дик Пауэлл) живёт в комфортабельном пригородном районе вместе с красавицей-женой Сью (Джейн Уайетт) и маленьким сыном Томми. Несмотря на внешнее благополучие, Джон не удовлетворён однообразием как в быту, так и на работе, и чувствует, что способен в этой жизни на большее.
На работе Джон занимается разбором случаев махинаций со страховками, в частности, ведёт дело некого Билла Смайли (Байрон Барр), который был посажен в тюрьму за растрату полученных в компании средств на сумму 10 тысяч долларов. Для выполнения оперативных мероприятий по поиску денег Смайли, Джон привлекает частного детектива, бывшего сотрудника полиции Джей Би МакДональда по прозвищу Мак (Рэймонд Бёрр). На встрече в офисе Мак докладывает Джону, что ему удалось отследить некоторые крупные траты Смайли, которые были связаны с покупкой дорогих подарков его подруге, манекенщице торгового дома Моне Стивенс (Лизабет Скотт). Мак говорит, что видел Мону, и она произвела на него неизгладимое впечатление. Он рассчитывает продолжить с ней общение, однако Джон забирает у него дело, говоря, что дальнейшую работу с Моной он будет вести сам. Тем не менее, Мак сообщает Джону, что не может забыть Мону и собирается встречаться с ней во внерабочее время.
Во время визита к Моне Джон просит составить её список всех дорогих подарков, которые ей сделал Смайли, чтобы передать их страховой компании в порядке компенсации ущерба. В этот список, в частности, входят дорогая шуба, автомобиль, обручальное кольцо с бриллиантом и морской катер. После того, как Джон говорит, что добровольная выдача этих вещей может существенно сократить срок пребывания Смайли в тюрьме, Мона без всяких возражений соглашается вернуть все подаренные ей вещи, при этом даёт понять Джону, что он слишком скован рамками служебных обязанностей. Она предлагает ему пойти осмотреть катер. Поездка на катере по океанскому заливу и последующий совместный ужин очень сближают Мону и Джона, и они начинают испытывать очевидную взаимную симпатию. Когда вечером Джон выходит из квартиры Моны, выясняется, что за ними весь день тайно следил Мак.
На следующее утро Джон приходит в офис и встречает Мака, который просит его показать список подарков. Не найдя в нём катера, Мак спрашивает, не исключил ли Джон его из симпатии к Моне. Джон вновь встречается с Моной и говорит, что вынужден будет забрать и катер, так как Мак знает о нём и сокрытие его может создать проблемы. Мона влюбляется в Джона, они целуются и проводят вечер наедине в её квартире. Когда поздно вечером Джон возвращается домой, у ворот гаража он встречает Мака, который напоминает ему о своём интересе к Моне и жестоко избивает Джона.
На следующее утро Мона обнаруживает, что Джон забыл у неё дома свой портфель, и, узнав, что тот не вышел на работу, решает отвезти портфель ему домой. Остановившись около дома Джона, она встречает выходящую из дома женщину и, поняв, что Джон женат, разворачивается и уезжает. При очередной встрече в ресторане Мона возвращает Джону его портфель и говорит, что он должен вернуться к жене. Джон так и делает и, казалось бы, в его жизни наступает успокоение.
Однако Мак продолжает преследовать Мону, даже несмотря на то, что она уже прямо заявляет ему, что он ей не нравится и угрожает вызвать полицию. На это Мак отвечает, что если она не будет настроена на взаимопонимание, он придаст гласности её отношения с Джоном, в частности, расскажет обо всём его жене. Мона решает позвонить Джону и поставить его в известность о действиях Мака. Джон говорит, что сам обо всём позаботится. Он находит Мака и избивает его, говоря, что если тот не отстанет от Моны, то он его убьёт.
Тем не менее, это не останавливает Мака. Он едет в тюрьму к Смайли и рассказывает ему, что пока тот сидит в тюрьме, Мона завела роман с Джоном и избавилась от всех его подарков, включая обручальное кольцо. Смайли впадает в ярость, и во время очередного свидания начинает терзать Мону вопросами о кольце и о сопернике. Мона рассказывает обо всём Джону. После того, как Мона передаёт страховой компании все полученные ей подарки, Смайли досрочно выходит на свободу. Джон приезжает в тюрьму к Смайли, рассчитывая всё ему спокойно объяснить, однако выясняется, что того рано утром уже выпустили на свободу, и Мак увёз его на своей машине.
Когда Мона возвращается с работы домой, она видит пьяного Смайли с пистолетом, который дал ему Мак. Мона утверждает, что у неё с Джоном ничего нет, и пытается делать вид, что счастлива видеть Смайли и даже пытается его поцеловать. Однако он резко отталкивает её и уходит в город. Мона звонит Джону и предупреждает его, что Смайли на свободе, пьян и вооружён. Джон в очередной раз пытается рассказать обо всём жене, однако у него вновь не хватает моральных сил и, кроме того, он боится разрушения семьи и публичного скандала, который может повредить его карьере.
Поздно вечером Джон слышит шум около своего дома. Он отправляет жену и ребёнка спать на второй этаж, а сам достаёт пистолет, гасит свет на первом этаже и готовится к встрече со Смайли. Услышав звук подъехавшего автомобиля (за рулём которого сидит Мак) и стук в дверь, Джон осторожно выходит через заднюю дверь, подходит со спины к пьяному Смайли и, угрожая пистолетом, просит его немедленно уехать, обещая поговорить с ним на следующий день, когда тот протрезвеет. Вернувшись в дом, Джон слышит звук отъезжающего автомобиля и подходит к окну. Он разбивает стекло, после чего раздаётся выстрел. Жена Джона стремительно спускается вниз по лестнице. Джон просит её вызвать полицию, говоря, что убил человека. После этого Джон рассказывает жене всю правду о своих отношениях с Моной, сожалея, что не сделал этого раньше. Приехавшая полиция после допроса Джона приходит к заключению, что он стрелял, защищая свой дом от взломщика.
Тем временем, Мак приезжает домой к Моне и начинает собирать её вещи, говоря, что они вместе уезжают отдыхать и развлекаться в Рино, рассчитывая там пожениться. Он говорит, что устроил всё наилучшим образом. Сейчас Джон и Смайли схлестнутся насмерть, и один убьёт другого, а Мак таким образом одной пулей расправится сразу с обоими соперниками. Мона отвечает, что если кто-то из них будет убит, она сама убьёт Мака. После того, как Мак получает из полиции информацию, что Смайли мёртв, Мона достаёт пистолет и стреляет в Мака.
На следующий день Джон идёт в прокуратуру и рассказывает всю историю, приведшую к убийству Смайли. В прокуратуре ему сообщают, что ночью Мона стреляла в Мака, и её дальнейшая судьба будет зависеть от того, выживет он или нет. Окружной прокурор говорит, что формально он не может задержать Джона, но по совести считает его убийцей, так как тот мог предотвратить убийство Смайли, просто позвонив в полицию. Джон выходит из кабинета прокурора в тот момент, когда арестованную Мону уводят в камеру предварительного заключения. Выйдя на улицу, Джон садится в машину к своей жене, которая, взвесив все обстоятельства, приняла решение сохранить семью и продолжить жизнь вместе.

## В ролях
- Дик Пауэлл — Джон Форбс
- Лизабет Скотт — Мона Стивенс
- Джейн Уайетт — Сью Форбс
- Рэймонд Бёрр — Макдональд
- Джон Лител — окружной прокурор
- Байрон Барр — Билл Смайли
- Джимми Хант — Томми Форбс
- Энн Доран — Мэгги
- Сэлмер Джексон — Эд Броли
- Маргарет Уэллс — Терри
- Дик Уэссел — дежурный сержант

## Работа над созданием фильма и исполнители главных ролей
Писатель и сценарист Джей Дрэтлер работал в Голливуде с 1940 года, в частности, над сценарием классического фильма нуар «Лора» (1944), который принёс ему номинацию на «Оскар». Он также написал сценарии таких значимых фильмов нуар, как «Тёмный угол» (1946), «Звонить Нортсайд 777» (1948, премия Эдгара Алана По за лучший сценарий) и «Удар» (1949). Дрэтлер писал и художественную литературу, в частности, написал роман под названием «Мужья умирают первыми», на который обратил внимание продюсер Сэмюэл Бишофф, работавший в то время на студии «Коламбиа». В 1945 году Бишофф передал написанный на основе романа сценарий на утверждение в Администрацию Производственного кодекса, занимающуюся вопросами цензуры в кино, но получил отказ. Лишь через несколько лет после публикации книги, Бишоффу удалось утвердить в Администрации новый вариант сценария, на этот раз для только что созданной студии Regal Films, Inc.
Актёр «Дик Пауэлл входил в совет директоров Regal Films, что, вероятно, подтолкнуло его взяться за главную роль. После ролей в музыкальных комедиях, в которых он снимался вплоть до начала 1940-х годов, Пауэлл, наконец, сменил образ поющего мальчика на жёсткого, циничного детектива в классическом нуаре „Убийство, моя милая“ (1944), за которой последовали столь же крутые роли в фильмах „Загнанный в угол“ (1945) и „Джонни О’Клок“ (1947). На момент работы над фильмом Пауэлл считался одним из ведущих исполнителей главных ролей в фильмах нуар».
Эта картина стала «первым полноценным фильмом нуар для рождённого в Венгрии режиссёра Андре Де Тота, который приехал в США вместе с Александром Кордой во время Второй мировой войны». Элементы нуара, однако, уже присутствовали в его первом американском фильме, шпионском детективном триллере «Паспорт в Суэц» (1943), и в его первом заметном успехе, романтической криминальной драме «Тёмные воды» (1944) с Мерл Оберон в главной роли. «Де Тот, более всего известный в то время как муж Вероники Лейк, получил эту работу, когда Бишофф пригласил его для того, чтобы переработать сценарий. Продюсер был настолько поражён его идеями, что предложил Де Тоту взять на себя постановку фильма, хотя вклад Де Тота в создание сценария в итоге остался не отражённым». К числу наиболее значимых фильмов Де Тота, поставленных им в 1950-е годы, относятся нуар «Волна преступности» (1954), фильм ужасов «Дом восковых фигур» (1953) и вестерн «День преступника» (1959).
«Первоначально Де Тот хотел снимать в главной женской роли мексиканскую кинозвезду Эстер Фернандес, но вместо этого Бишофф взял в аренду Лизабет Скотт, которая находилась на контракте с независимым продюсером Хэлом Уоллисом». Как и Пауэлл, «Скотт была тесно связана с жанром фильм нуар, дебютировав на экране в качестве единственного по-настоящему порядочного персонажа в фильме Льюиса Майлстоуна „Странная любовь Марты Айверс“ (1946)». Благодаря своим светлым волосам, «горящим глазам и хриплому голосу она, казалось, могла склонить мужчину сделать всё, что ей угодно». Хотя она зачастую играла роковых женщин и законченных преступниц, но также была «чрезвычайно хороша в ролях женщин с поломанной судьбой, как это и было в данном случае». К лучшим работам Скотт в жанре нуар относятся также картины «Рассчитаемся после смерти» (1947), «Я всегда одинок» (1948), «Слишком поздно для слёз» (1949) и «Тёмный город» (1950).
«На роль частного сыщика первоначально планировался Хамфри Богарт, но Де Тот посчитал, что Рэймонд Бёрр, в то время ещё мало известный актёр, подойдёт на эту роль лучше». В последующие несколько лет Бёрр отлично вписался в образ голливудского отрицательного героя. «Высокий и массивный, с хриплым голосом, он превосходно нёс угрозу в таких фильмах, как „Окно во двор“ (1954) Альфреда Хичкока и „Женщина его мечты“ (1951) Джона Фэрроу».
. Он также исполнил заметные роли в фильмах нуар «Отчаянный» (1947), «Грязная сделка» (1948) и «Синяя гардения» (1953), а затем перешёл на телевидение, где прославился многолетним исполнением главных ролей в судебном телесериале «Перри Мейсон» (1957-66) и детективе «Айронсайд» (1967-75).

## Оценка фильма критикой

### Общая оценка фильма
Фильм в целом получил положительные отзывы критики. Критик Хэл Эриксон на сайте Allmovie назвал «Западню» «увлекательным фильмом, исследующим тёмную сторону американской мечты», журнал «TimeOut» охарактеризовал его как «небезынтересное столкновение назидательной истории и фильма нуар», кинокритик Деннис Шварц в 2001 году оценил его как «небольшую, но сильно сделанную моральную историю с нуаровыми элементами», а сайт Noiroftheweek — «уникальным и утончённо-сложным нуаром … и лучшей работой режиссёра Андре Де Тота».

### Анализ сюжета фильма
Анализируя сюжет фильма, журнал «TimeOut» пишет: «Пауэлл играет архетип человека из пригорода, у которого есть семья, дом и работа, но который страдает от неясного беспокойства по поводу того, что его жизнь не соответствует ожиданиям», и в итоге… «он оказывается вовлечённым в связь с искусительницей (Скотт), что ведёт к неминуемым последствиям в виде насилия, обмана и неожиданной смерти». Фрэнк Миллер отмечает, что "работа над делом о растрате сближает его (героя Пауэлла) с женщиной иного типа (по сравнению с его женой) — со «сногсшибательной блондинкой Скотт,… вскоре он уже влюблён, и это чувство сначала приводит его к нечестности в бизнесе и, в конце концов, к убийству».

### Жанровые особенности картины
Отличительной чертой фильма стало сочетание жанров фильма нуар и бытовой мелодрамы. Джереми Хейлман отмечает: «Что более всего выделяет „Западню“ — это слияние криминальной драмы и бытовой мелодрамы. Всё начинается с несчастливого дома, если быть точным. Степень, до которой Пауэлл выражает свою неудовлетворённость своей скучной жизнью (он саркастически говорит сыну не тратить свои суточные на женщин, предлагает поехать на машине в Южную Америку и называет себя „колёсиком внутри колёсика внутри колёсика“ — всё это за одним завтраком), формирует исходную позицию, с которой начинается его последующее моральное падение». Noiroftheweek пишет: «Создав бытовой нуар, Де Тот затронул чувства знакомой (для многих американцев) среды, с которой легче себя соотнести, и, наверное, это вызовет даже большее беспокойство у среднего человека». «Хотя очень немногие из нас будут действовать также импульсивно, как это делает Форбс (Пауэлл), тем не менее будет глупо полагать, что никто и никогда не ощущал себя в ловушке домашней и рабочей обыденности».

### Герои и персонажи
Критика высоко оценила работу исполнителей главных ролей. По мнению Noiroftheweek, «все трое главных актёров сыграли в фильме одни из своих лучших работ — Дик Пауэлл играет более тонкую роль, чем роль Филиппа Марлоу, и в свою роль он вписывается идеально. Знаковая фигура нуара Лизабет Скотт играет… свою лучшую роль, а любимый голливудский тяжеловес-злодей Рэймонд Бёрр играет на своём высшем уровне». «Рэймонд Бёрр, работая под Лэйрда Крегара (который бы мог сыграть эту роль сильнее), даёт одну из своих лучших работ в качестве массивного, но странным образом патетичного частного детектива, который ставит западню, пытаясь добиться предмета своей безнадёжной страсти». Фрэнк Миллер пишет, что "режиссёр Андре Де Тот добился мастерской игры от соперников — Дика Пауэлла и Рэймонда Бёрра,… которые «сцепляются рогами,… когда начинают испытывать влечение к Лизабет Скотт», а она в данном случае «совсем не нуаровая дама с паучьей хваткой, а ранимая и несчастная женщина»…, которая тем не менее «показывает, насколько суровой она может быть, если её загнать в угол».

### Критический взгляд на жизнь в пригороде как выражения американской мечты
Многие критики подчёркивали, что этот фильм нуар стал одним из немногих произведений в своём жанре, действие которого перенесено из мегаполиса в спальный пригород. Фрэнк Миллер пишет: «Фильм необычен тем, что действие происходит в пригороде, а не в городской среде и его атмосфера не отличается тем фатализмом, как в других фильмах нуар. В некоторых смыслах, это делает картину более разрушительной. Тёмные аллеи и тускло освещённые задворки городских джунглей казались идеальной питательной средой для взращивания преступности и коррупции, но Де Тот переносит все преступления своей истории в девственный мир чехлов и ухоженных газонов». По словам Noiroftheweek, «в „Западне“ Де Тот в значительной степени вывел фильм нуар из урбанистической среды большого, сияющего огнями города, населённого гангстерами и копами, и прочно поместил его в пригородную Америку, населённую обычным человеком». Подводя итог этой теме, «TimeOut» указывает, что «фильм содержит тревожный намёк на то, что дела в пригороде обстоят не совсем так, как когда-то», Денис Шварц отмечает, что фильм «показывает дыры в прочной американской мечте средних классов о жизни в пригороде», а Фернандо Ф. Кроче пишет, что «дома подвергаются вторжениям, а книги комиксов приводят к кошмарам… — под блеском послевоенного домашнего счастья лежат разочарования и тревоги, и это не только пугает, но и ставит новые вопросы». Миллер также указывает, что «окончание фильма ставит мечту о пригородном мирке под ещё больший вопрос», а Noiroftheweek заключает, что «Западня» «служит моральным предостережением огромной силы».

### Тема женщины-жертвы и роковых мужчин
По мнению Noiroftheweek, «другой характерный стандарт (фильма нуар), который Де Тот умудряется поставить с ног на голову в „Западне“ — это образ роковой женщины». Автор статьи рассматривает Мону как обречённую невинную женщину, единственные ошибки которой заключаются в том, что она «отдаётся чувству всем сердцем и что она привлекает к себе не тех мужчин. Среди трёх мужчин в её жизни, показанных в фильме, один арестован за растрату, второй — преследователь с садистскими наклонностями, а третий — неверный муж». «Ни в одном из этих случаев Мона не несёт ответственности за доведение „невинных“ мужских персонажей до их рокового конца. Наоборот, именно действия этих мужчин доводят Мону до её трагического финала». Мона, которая поначалу выглядит как злодейка-искусительница, в итоге «оказывается намного более порядочной, чем средняя роковая женщина, прерывая роман с Джоном, когда узнаёт, что он женат». «В итоге, уважительное отношение Моны к священной неприкосновенности брака и семьи подвергает её жизнь такой опасности, что она вынуждена прибегнуть к самозащите с помощью силы, что, в конце концов, может означать для неё тюрьму или даже смерть. При этом изменивший жене Форбс возвращается к своей любящей, хотя и пострадавшей семье». Таким образом, совершенно ясно, что не мужчины в фильме страдают от роковой женщины, а «именно Мона страдает от роковых мужчин фильма».

### Проблема двойных стандартов
Фильм необычен демонстрацией двойных стандартов в отношении совершённых героями преступлений и их последствий, что было не характерно для голливудского кино 1940-х годов. «Администрация Производственного кодекса Голливуда, обычно упрямо стоящая на том, что ни одно преступление не может остаться без наказания именем „искупающей ценности морали“, в данном случае даёт возможность одному из персонажей уйти от наказания, при чём с чем-то большим, чем просто осознание вины». В начале фильма Де Тот «не склонен обвинять общество, а скорее исследует сердечный раскол, сохраняя печальное достоинство своих персонажей. Джон и Мона выглядят как трагически несчастливые любовники, что странно, учитывая, что Джон одновременно представлен как счастливо женатый человек». Однако после чувственного мелодраматического начала, Де Тот "отваживается заглянуть в тёмную сторону человеческой природы. Далее Хейлман пишет: «Что более всего досаждает в фильме, это то, что Мона каким-то странным образом всё более отдаляется от нас как объект сочувствия по ходу фильма. Её судьба, безусловно, наиболее трагична из всех в фильме, и она представляется во многих смыслах самым невинным персонажем из всех». Тем не менее, «в сюжетном повороте, который станет наиболее отталкивающим для современной аудитории (но вполне в согласии с требованиями Производственного кодекса) Мона отбрасывается в конце фильма в сторону, и её место в фокусе нашего сочувствия занимает долго страдавшая жена. С одной стороны, это усиливает трагическую природу характера Моны, но, с другой стороны, этот ход кажется откровенно шовинистическим, особенно потому, как Джон мало что теряет при такой перемене». «От обвинения в убийстве Пауэлла спасает применение двойных стандартов (Скотт расплачивается за своё убийство, а Пауэлл выходит сухим из воды)». Noiroftheweek резюмирует: «Окончательное наказание выглядит вынесенным не по адресу», а Хейлман указывает, что «по причине этого странного сюжетного поворота, „Западня“ заканчивается с ощущением чего-то неправильного».